# Albert Crahay
Pour les articles homonymes, voir Crahay.

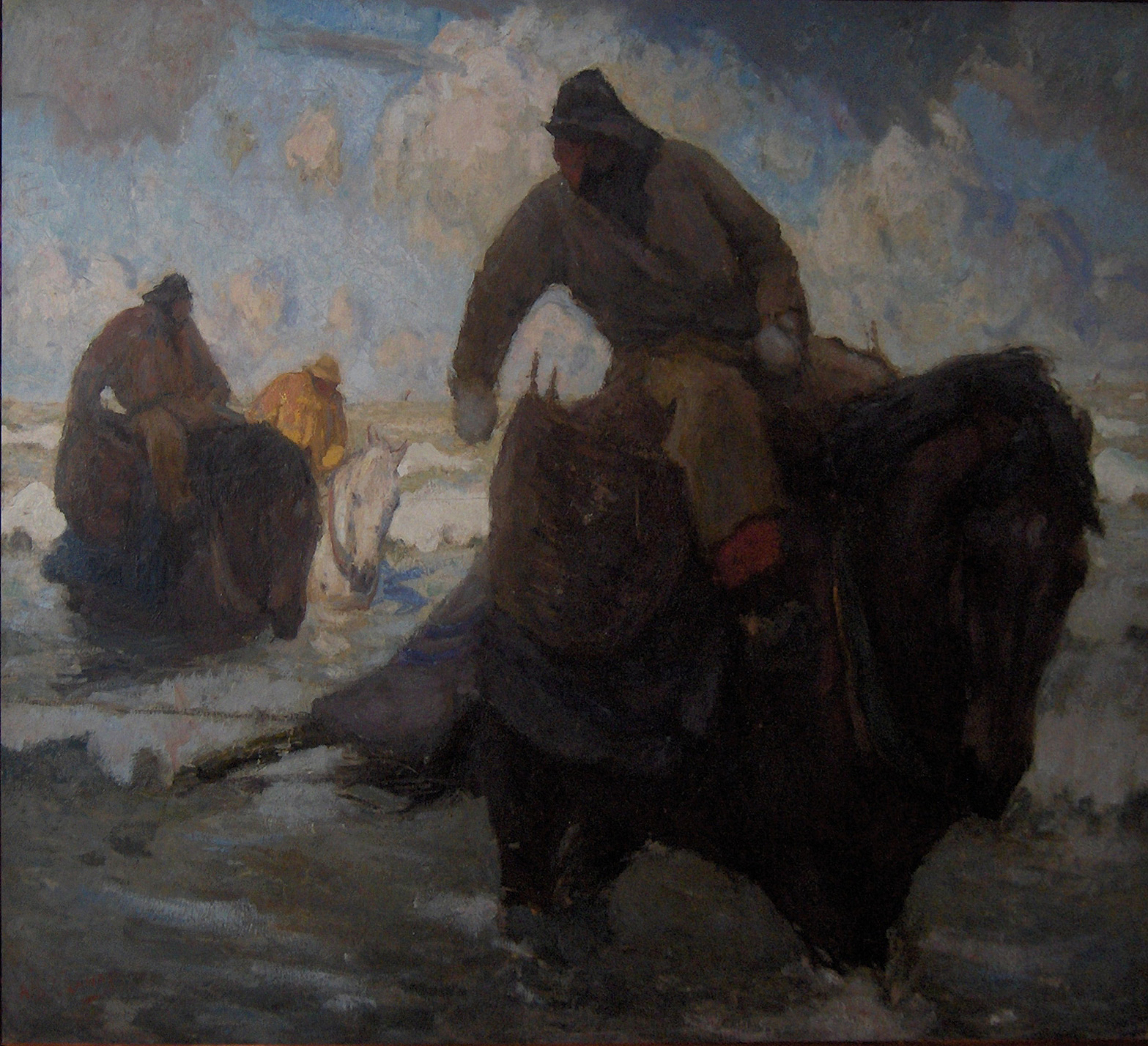
Les Pêcheurs de crevettes, Musée royal des Beaux-Arts d'Anvers.

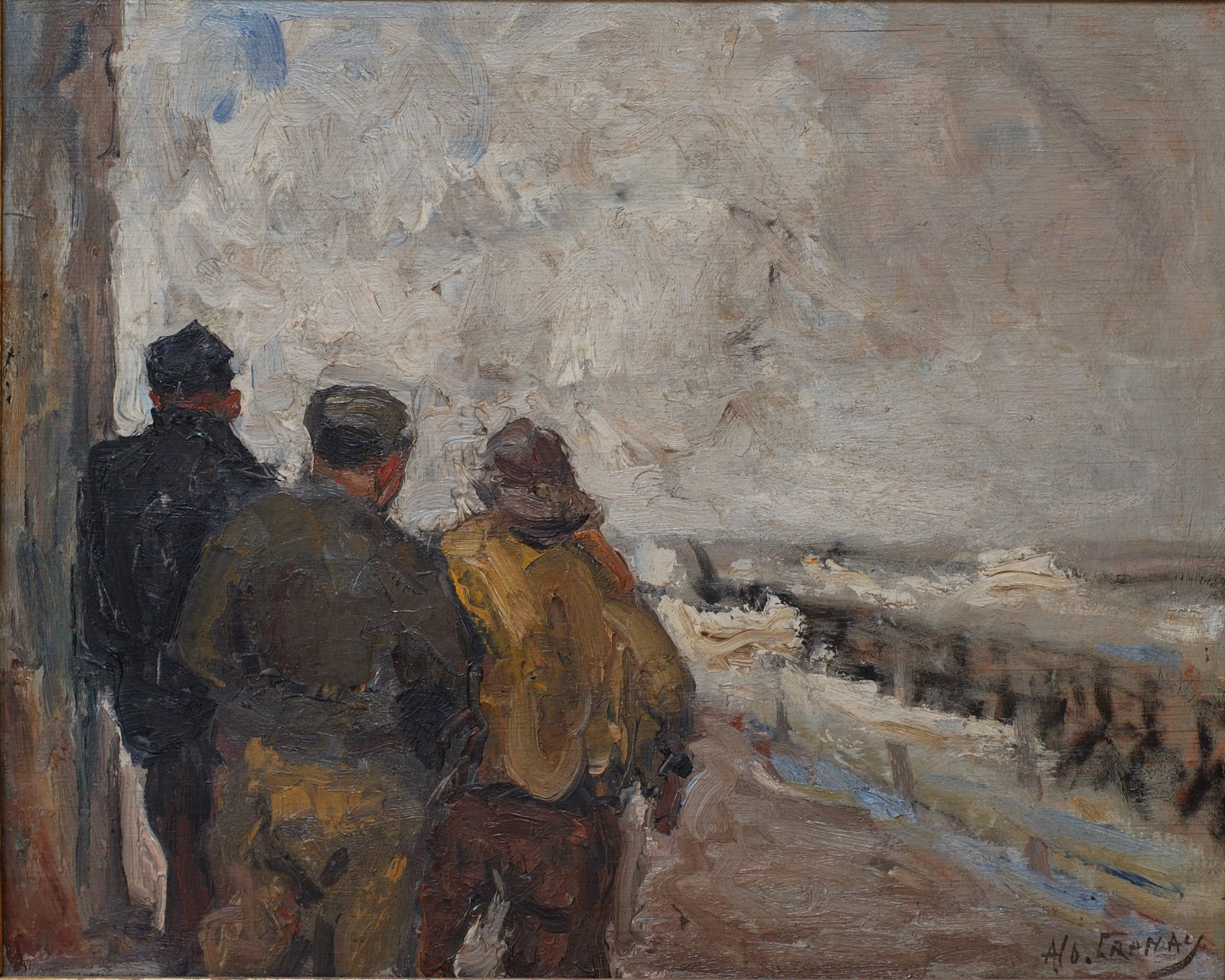
Trois pêcheurs regardant la mer, collection privée.

Albert Crahay (né Albertus Edmundus Carolus Elisabeth Maria Crahay le 24 avril 1881 à Anvers, où il est mort le 23 juin 1914) est un peintre belge, reconnu pour ses représentations de pêcheurs, de marines, de paysages, de portraits et de natures mortes. Il travaille fréquemment dans la Campine anversoise ainsi qu'à Nieuport.

## Éducation et carrière
À partir du 10 mai 1886, Albert Crahay fréquente l'école primaire du Petit Collège Saint-Stanislas chez les Dames de l'Enseignement Chrétien, auparavant connues sous le nom de Dames de l'Instruction Chrétienne. Plus tard, il devient élève à l'Académie royale des beaux-arts d'Anvers et reçoit des cours particuliers du peintre Frans Hens.
À partir de 1908, il participe aux expositions de l'association anversoise d'artistes progressistes L'Art Contemporain (Kunst van Heden). En 1913, il expose à Cologne. Bien qu'il ait déjà présenté ses œuvres lors des expositions de Kunst van Heden, ce n'est qu'en 1914 qu'il devient officiellement membre de l'association.

## Décès et héritage
Albert Crahay est décédé en 1914. Dans la revue Vlaamsche Arbeid, l'écrivain belge Jozef Muls a écrit à propos de sa disparition:
"Le 24 juin dernier, à l'âge de 33 ans, est décédé à l'hôpital Saint-Camille d'Anvers ce jeune peintre de grand talent, qui était en passe de devenir l'une des figures majeures du monde artistique anversois."
Selon Muls, Crahay appartenait à l'école d'Auguste Oleffe :
"Sa palette était riche et atténuée, d'une distinction aristocratique, à l'image de toute sa personnalité attachante. Il était un peintre de lumière et de plein air. Il savait faire émerger, à partir de tons gris argentés, le rouge, le bleu, le jaune et le vert, comme des pierres lumineuses et profondes."
À propos de son apparence, Muls a écrit : 
"Je vois encore son beau visage finement sculpté, mat et pâle, avec sa barbiche brun-blond et ses cheveux bouclés sous son feutre gris rond. L'exubérance et la joie de vivre de ses premières années de jeunesse s'étaient peu à peu apaisées sous l'avertissement silencieux d'une maladie qui ne l'a plus quitté."
À titre posthume, son œuvre a continué à être exposée lors d'expositions en 1920, 1924, 1928, 1932 et 1935. L'exposition de 1924 comprenait une section commémorative spéciale dédiée à Crahay. Il était également membre du Cercle Artistique et Littéraire de Bruxelles.

## Vie personnelle
Crahay résidait au 13, Kaasrui à Anvers et était marié à Jeanette Labyt. Il a été inhumé au cimetière du Kiel.

Crahay peignait principalement des pêcheurs, des marines, des paysages, des portraits et des natures mortes. À propos de son œuvre, Arthur Cornette, conservateur en chef du Musée Royal des Beaux-Arts d'Anvers, écrivait en 1931:
"Le talentueux Albert Crahay, qui nous a été enlevé avant la guerre, travaillait principalement à Nieuport... Ses robustes pêcheurs de crevettes (Musée d'Anvers), représentés avec force contre les vagues déchaînées et le ciel orageux, étaient déjà plus qu'une promesse et annonçaient un bel avenir qui ne s'est malheureusement pas réalisé en raison de sa mort prématurée. Ce qu'il a laissé derrière lui constitue un pur enrichissement pour l'art flamand."

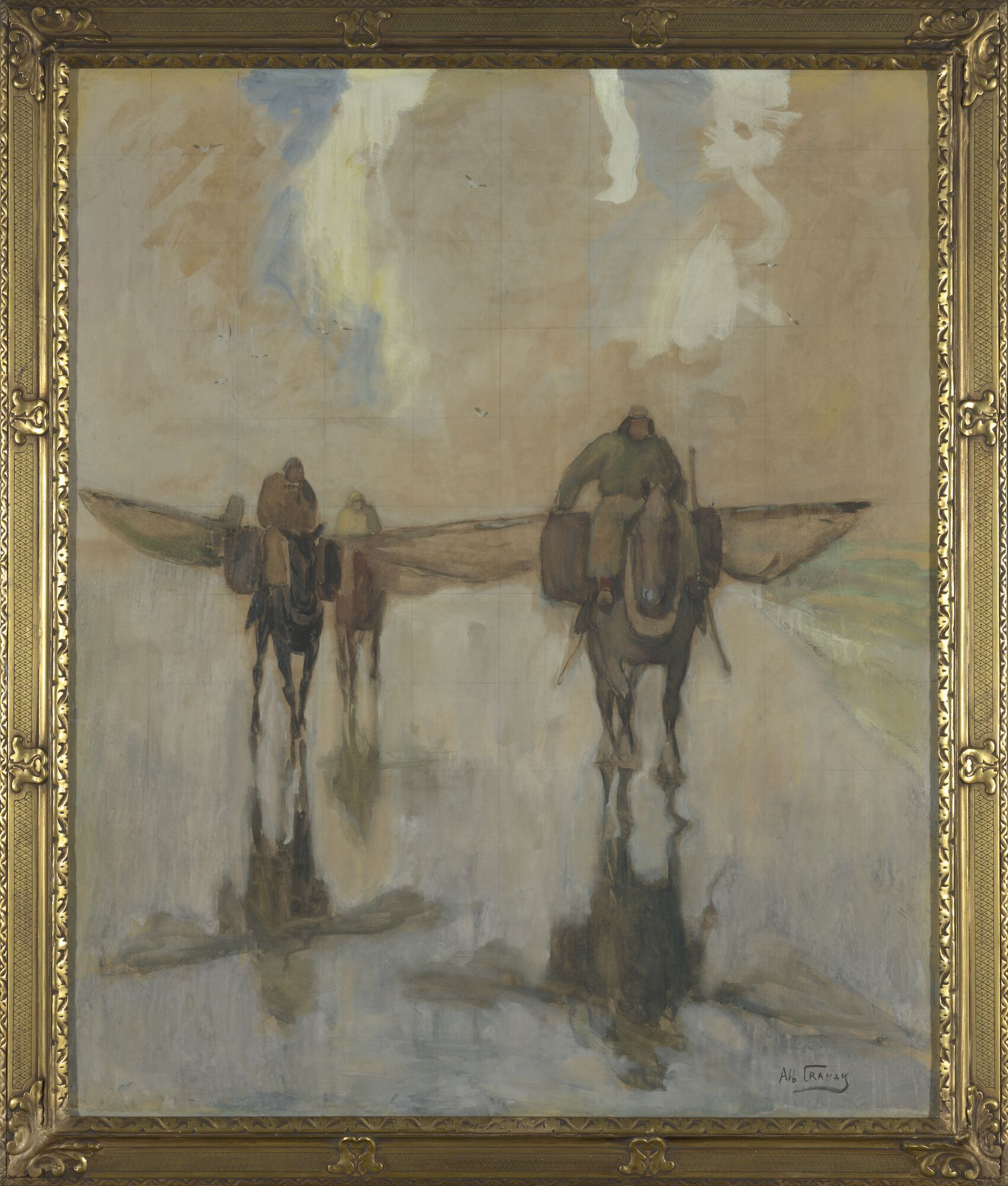
Pêcheurs à cheval par Albert Crahay au Musée national de la pêche NAVIGO.

## Expositions
- 1907, Bruxelles, Salon triennal : Pêcheur de crevettes, Pêcheur
- 1908, Anvers, Art contemporain : 14 peintures[3]
- 1908, Berlin, Exposition d'Art Belge : Pêcheur de crevettes à cheval
- 1909, Bruxelles, Salon de Printemps : Coucher de soleil, Bateau de pêche
- 1913, Amsterdam : Exposition de peintures belges et hollandaises : Dame en rose[4]
- 1913, Cologne, Kölnischer Kunstverein : Dame sur un banc bleu[5]
- 1914, Cologne, Kölnischer Kunstverein : Trois pêcheurs de crevettes[6]
- 1924, Anvers : Exposition de l'œuvre d'Albert Crahay
- 1928, Anvers : Exposition des maîtres anversois
- 1931, Bruxelles, Cent ans d'art belge : Chasseurs à cheval[2]
- Anvers, Musées royaux des Beaux-Arts : Pêcheurs de crevettes
- Bruxelles, Musées royaux des Beaux-Arts de Belgique
- Oostduinkerke, Musée national de la pêche